# Merle chiguanco
Turdus chiguanco
Espèce
Statut de conservation UICN

 LC  : Préoccupation mineure
Le Merle chiguanco (Turdus chiguanco) est une espèce d'oiseaux de la famille des Turdidae.

## Répartition et habitat
On le trouve en Équateur et la puna où Il vit dans les zones élevées de buissons et forêts tropicales ou subtropicales.